# Conwy
Conwy (velšsky i anglicky; dřívější anglický pravopis byl Conway, nyní je sjednocen s velšským) je město na severu Walesu, na pobřeží Irského moře, hlavní město stejnojmenné správní oblasti. Obývá je přibližně 4000 lidí. V historii bylo poměrně významným obchodním centrem, bohatlo především z obchodu a rybolovu. Dnes je oblíbeným turistickým cílem, mimo jiné díky mohutnému hradu, který byl na základě rozhodnutí krále Eduarda I. vystavěn v letech 1283–1289. Dále se ve městě nachází Nejmenší dům ve Velké Británii, který je uznán Guinnessovou knihou rekordů. Byl vystavěn v 16. století a poslední majitel, 182 cm vysoký rybář Robert Jones, jej z hygienických důvodů opustil roku 1900. Dům je dvoupatrový a jeho rozměry činí 3,05 × 1,8 m.
Město je přístupné pobřežní železnicí severního Walesu, na které je zřízena železniční stanice Conwy; řeku Conwy, která zde ústí do Irského moře, trať překračuje historickým tubusovým mostem Conwy Railway Bridge.